# Cinecittà (serie televisiva)
Cinecittà è una serie televisiva italiana trasmessa per una sola stagione da Rai 2 nell'estate del 2003.
Era incentrata sulle vicende di tre donne impegnate nel mondo dello spettacolo: Noris Mancinelli, insegnante di recitazione interpretata da Giuliana Lojodice, la figlia Gloria Folliero, produttrice interpretata da Barbara De Rossi, e la nipote Chiara Valle, aspirante attrice interpretata da Carlotta Lo Greco.
Si trattava di un ambizioso progetto diretto da Alberto Manni, con un budget di 400 milioni di lire a episodio e un imponente cast di 90 attori.

## Personaggi e interpreti
- Chiara Valle, interpretata da Carlotta Lo Greco
- Gloria Folliero, interpretata da Barbara De Rossi
- Noris Mancinelli, interpretata da Giuliana Lojodice
- Marta Colapietro, interpretata da Susanna Javicoli
- Pietro, interpretato da Claudio Bigagli
- Fabio Rubini, interpretato da Vincenzo Bocciarelli
- Gabriele Isola, interpretato da Emiliano Coltorti
- Ruggero Rubini, interpretato da Pietro Bontempo
- Domitilla, interpretata da Chiara Conti
- Nando, interpretato da Carlo Croccolo
- Francesca Valenti, interpretata da Mariella Valentini
- Simona Cattaneo, interpretata da Dorelia Damiani
- Gianluca Torre, interpretato da Duccio Giordano
- Matteo, interpretato da Nicola Farron
- il Notaio, interpretato da Marco Erler
- Franco, interpretato da Luigi Di Fiore
- Viola Bardi, interpretata da Flavia Vento
- Romolo, interpretato da Alvaro Vitali
- Verena Degli Abati, interpretata da Cinzia Mascoli
- Nicola, interpretato da Augusto Zucchi
- Cesare Valle, interpretato da Fabrizio Temperini
- Renato Sanna, interpretato da Federico Pacifici
- Lorenzo, interpretato da Fabio Camilli
- Poppi/Pierpaolo Rossini, interpretato da Kika
- Sig. Rossini, padre di Poppi, interpretato da Luigi Petrucci
- Emma, interpretata da Antonella Steni
- Dominique La Roche, interpretata da Corinne Cléry
- Albert Gand, interpretato da Philippe Leroy